# Análisis de datos

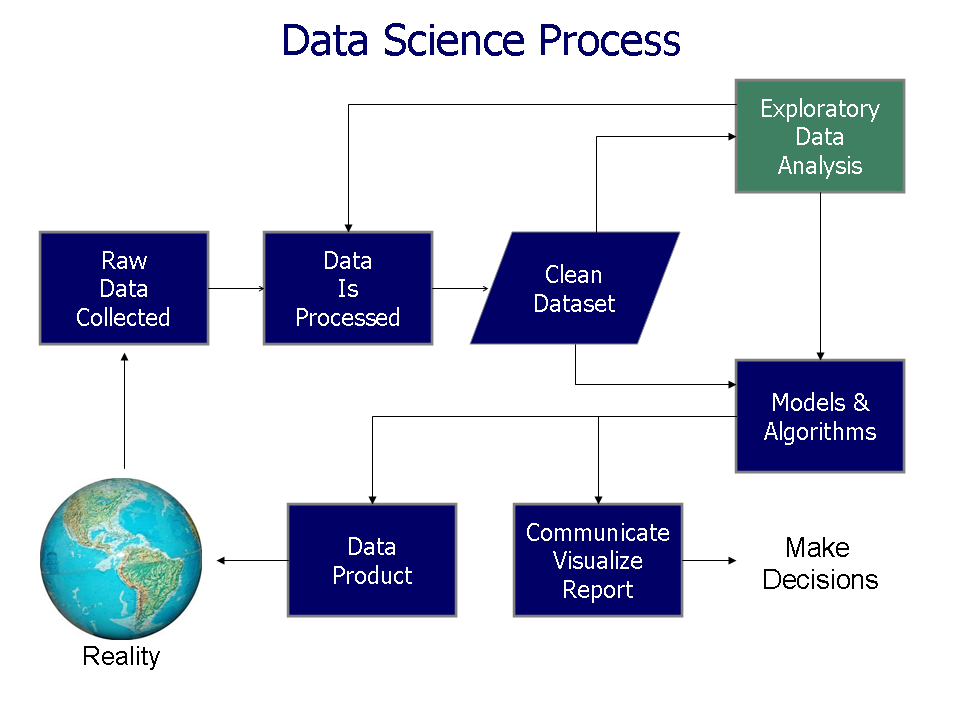
El análisis de datos es un proceso que consiste en inspeccionar, limpiar y transformar datos con el objetivo de resaltar información útil, para sugerir conclusiones y apoyo en la toma de decisiones.

El análisis de datos es un proceso que consiste en inspeccionar, limpiar y transformar datos con el objetivo de resaltar información útil, para sugerir conclusiones y apoyo en la toma de decisiones. El análisis de datos tiene múltiples facetas y enfoques, que abarca diversas técnicas en una variedad de nombres, en diferentes negocios, la ciencia, y los dominios de las ciencias sociales. Los datos se coleccionan y analizan para indagar en cuestiones, probar conjeturas o refutar teorías.
Se centra en la inferencia estadística, la cual permite tomar una decisión de forma sencilla con un grado de confianza determinado, identificando, analizando tanto datos como patrones de comportamiento. Las técnicas de este análisis varían según las necesidades de la organización así como también las soluciones tecnológicas, tales como KNIME, R y tableros de visualización (como Power BI o Qlik View, Tableau o Sas Visual Analytics). Estos proyectan en tiempo real los datos en formato visual.
El análisis de datos es un proceso sistemático y metódico que implica la recopilación, organización, interpretación y visualización de conjuntos de datos con el objetivo de extraer información significativa y relevante. Este proceso es fundamental para la toma de decisiones informadas en diversos campos, desde la ciencia y la tecnología hasta la economía y las ciencias sociales.
El análisis de datos se sustenta en una amplia gama de técnicas y metodologías, entre las que se destacan la estadística descriptiva, la inferencia estadística, el aprendizaje automático y la minería de datos. Estas herramientas permiten a los investigadores y analistas identificar patrones, tendencias y relaciones subyacentes en los datos, lo que a su vez facilita la generación de hipótesis y la formulación de conclusiones fundamentadas.
La importancia del análisis de datos radica en su capacidad para transformar grandes volúmenes de información en conocimiento útil y accionable. Al procesar y analizar datos de manera sistemática, los profesionales pueden tomar decisiones más informadas, optimizar procesos, identificar oportunidades y mitigar riesgos. Esto ha llevado a un creciente interés y demanda por habilidades en análisis de datos en una amplia gama de sectores, desde la ciencia de datos hasta la toma de decisiones estratégicas.

## Antecedentes
El análisis de datos, en su estudio de la estructura de grandes conjuntos, es moderno pero los métodos de análisis son de larga data. Quien introdujo por primera vez el método de análisis de factores fue Ch. Spearman en 1904 (concepto de factor). La primera definición se remonta al año de 1961, cuando el matemático John Wilder Tukey, predijo el efecto de la computación en el análisis definiéndolo como: "(los) Procedimientos para analizar datos, (las) técnicas para interpretar los resultados de dichos procedimientos, (las) formas de planear la recolección de datos para hacer el análisis más fácil, más preciso o más exacto, y toda la maquinaria y los resultados de las estadísticas (matemáticas) que se aplican al análisis".

## Tipos de Análisis
Puede dividirse de acuerdo con el tipo de información que estudia en: análisis cuantitativo y cualitativo. El primero, examina la relación entre información cuantificable; El segundo, examina la relación de información no numérica en contextos situacionales y estructurales.
También puede dividirse de acuerdo al objetivo en: análisis exploratorio (ADE) y análisis confirmatorio (ADC). El primero, busca vínculos y relaciones entre los datos; El segundo, se enfoca en comprobar las hipótesis formuladas respecto a un conjunto de información.

## Métodos de análisis
Son varios los enfoques presentados, sin pretender ser una metodología estricta sino más bien inicial o para exploración de campo, podemos mencionar las siguientes.

### Análisis factorial lineal
- Análisis de componentes principales.
- Análisis de correspondencia binaria.
- Análisis de correspondencia múltiple.
- Análisis discriminante.

### Análisis no lineal de los datos
- Basados en núcleos:

- Análisis de componentes principales del núcleo.
- Análisis discriminante del núcleo.

- Basados en redes neuronales.

Se pueden aplicar fórmulas o modelos matemáticos (conocidos como algoritmos) a los datos para identificar relaciones entre las variables; por ejemplo, utilizando correlación o causalidad. En términos generales, se pueden desarrollar modelos para evaluar una variable específica basada en otras variables contenidas en el conjunto de datos, con algún error residual dependiendo de la precisión del modelo implementado (por ejemplo, Datos = Modelo + Error).

La estadística inferencial incluye la utilización de técnicas que miden las relaciones entre variables particulares. Por ejemplo, el análisis de regresión puede utilizarse para modelar si un cambio en la publicidad (variable independiente X) proporciona una explicación de la variación en las ventas (variable dependiente Y). En términos matemáticos, Y (ventas) es una función de X (publicidad). Puede describirse como:
{\displaystyle Y=a\times X+b+error(),}
donde el modelo está diseñado de manera que {\displaystyle a} y {\displaystyle b} minimizan el error cuando el modelo predice {\displaystyle Y} para un rango dado de valores de {\displaystyle X}. Los analistas también pueden intentar construir modelos que sean descriptivos de los datos, con el objetivo de simplificar el análisis y comunicar los resultados.

## Otros temas

### Edificios inteligentes
Para predecir el consumo de energía en los edificios puede utilizarse un enfoque de análisis de datos. Para implantar edificios inteligentes se llevan a cabo varios pasos en el proceso de análisis de datos, en los que las operaciones de gestión del edificio, como la calefacción, la ventilación, el aire acondicionado, la iluminación y la seguridad, se realizan automáticamente simulando las necesidades de los usuarios del edificio y optimizando recursos como la energía y el tiempo.

### Analítica e inteligencia empresarial
La analítica es "el uso extensivo de datos, análisis estadísticos y cuantitativos, modelos explicativos y predictivos, y gestión basada en hechos para tomar decisiones y emprender acciones". Es un subconjunto de la analítica empresarial, que es un conjunto de tecnologías y procesos que utilizan datos para comprender y analizar el rendimiento empresarial con el fin de tomar decisiones.
Por ejemplo, la analítica de redes sociales o la monitorización de redes sociales es el proceso de recopilación y análisis de datos de las redes sociales. Los profesionales del marketing suelen utilizarlo para seguir las conversaciones en línea sobre productos y empresas. Las empresas especifican cómo utilizarán estos datos personales en sus avisos de privacidad.

### Educación
En el ámbito educativo, la mayoría de los educadores tienen acceso a un sistema de datos para analizar los datos de los alumnos. Estos sistemas de datos proporcionan datos a los educadores en un formato de datos sin recetas (incrustación de etiquetas, documentación adicional y sistema de ayuda, y toma de decisiones clave de empaquetado/visualización y contenido) para mejorar la precisión del análisis de datos por parte de los educadores.